# 1985 في الأردن
فيما يلي قوائم الأحداث التي وقعت خلال عام 1985 في الأردن.